# Ri Kwan-myong
Dans ce nom coréen, le nom de famille, Ri, précède le nom personnel.
Ri Kwan-myong (en anglais : Lee Kwan-myong), né le 13 mars 1982 à Pyongyang, est un footballeur nord-coréen.

## Biographie
Il commence à jouer dans l'Union syndicale des travailleurs des chemins de fer nord-coréens.
Ri Kwan-myong rejoint en 2006 le club russe Krylya Sovetov de Samara, avec son compatriote Choe Myong-ho, devenant ainsi l'un des premiers joueurs nord-coréens à ne pas jouer dans la péninsule coréenne ou au Japon. Il ne s'imposera néanmoins jamais en équipe première avec ce club, se contentant de jouer quelques matchs avec l'équipe réserve.
Ri Kwan-myong est sélectionné en équipe de Corée du Nord lors de l'année 2003.

## Carrière
- Sinŭju Locomotive  Corée du Nord
- 2006-2007 : Krylia Sovetov  Russie[1]